# Tunde Baiyewu
Tunde Baiyewu (nacido Babatunde Emanuel Baiyewu, 25 de noviembre de 1965, Londres) es un cantante barítono británico que ganó fama como parte del dúo Lighthouse Family. En 2004 se embarcó en una carrera en solitario, lanzando el disco, Tunde.

## Carrera
Baiyewu nació en Londres, pero se trasladó a Nigeria en la edad de cinco años después de la muerte de su padre. Diez años más tarde se trasladó de nuevo a Inglaterra, asistió a la Universidad de Northumbria en Newcastle upon Tyne, y obtuvo una Licenciatura en Contabilidad. En esta universidad conoció a Paul Tucker con el cual se unió para hacer música con lo cual saldría posteriormente el dúo Lighthouse Family.
En 2005, apareció en la BBC Televisión una show especial, estrictamente de Danza Africana.
En 12 de noviembre de 2006, Baiyewu apareció en ITV en un documental llamado "Faith in Music" (La Fe en la Música). Este documental traza la vida y la obra musical de Baiyewu, desde sus raíces en África, a través de Lighthouse Family hasta llegar a su carrera en solitario. También mostró la realización de un conjunto acústico con canciones de su último álbum.
En enero de 2007, Baiyewu celebró su primera gira en más de cuatro años (la última vez con Lighthouse Family). Realizó cuatro conciertos del 13 al 16 de enero de 2007 en Edimburgo, Mánchester, Wolverhampton y Londres, respectivamente. Combinó su material en solitario con éxitos de su paso por Lighthouse Family.

## Vida personal
En marzo de 2007, Baiyewu contrajo matrimonio con Tope Adeshina, una joven modelo de Nigeria en Lagos, Nigeria. Actualmente viven en el Reino Unido. 
Su madre llegó a casarse con el expresidente nigeriano Olusegun Obasanjo, que es de la etnia yoruba.

## Discografía

### Sencillos
"Great Romantic"

### Álbumes
| Fecha           | Gráfico de Estadísticas del Reino Unido                                                                       | Pista |
| --------------- | --- | --- |
| Octubre de 2004 | - Tunde - Fecha de publicación: 18 de octubre de 2004 - Posición: #32 Gráfico de Estadísticas del Reino Unido | 1. "Passing The Hours" 2. "Great Romantic" 3. "Letting Me Down Gently" 4. "Miles Ahead Of Me" 5. "Anaesthetic" 6. "I Have Never Walked Alone" 7. "Our History" 8. "Shouldn't Be Like This (According To Fairness)" 9. "I Can't Make The World Disappear" 10. "Cover Me" 11. "Long Way Home" - UK Bonus Track |